# Eva Fogelman

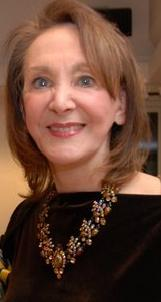
Eva Fogelman

Eva Fogelman (geb. in Kassel) ist eine US-amerikanische Psychotherapeutin und Sozialpsychologin. Ihr Schwerpunkt liegt in der Holocaustforschung, insbesondere über Kinder von Holocaust-Überlebenden.

## Biografie
Eva Fogelman wurde nach dem Zweiten Weltkrieg in einem DP-Lager in Kassel geboren. Nach einem Aufenthalt in Israel wanderte sie 1959 in die USA aus und absolvierte in New York City ein Psychologiestudium. Sie erwarb einen Bachelorgrad in Psychologie am Brooklyn College, einen Mastergrad in Rehabilitationspsychologie an der New York University, einen Doktorgrad am CUNY Graduate Center und ein Postdoktorat in Familientherapie an der Boston University School of Medicine.
1976 gründete Fogelman, die damals an der Harvard Medical School arbeitete, zusammen mit anderen Psychologinnen die erste kurzfristige Therapiegruppe für Kinder von Holocaust-Überlebenden, und setzte diese Arbeit 1978 mit israelischen Kindern an der Hebräischen Universität Jerusalem fort. Im Juni 1977 veröffentlichte Helen Epstein im Magazin der New York Times einen Bericht über diesbezüglich neu erarbeitete Erkenntnisse unter dem Titel Heirs of the Holocaust, der das Thema erstmals international bekannt machte. Im November 1979 trafen sich 600 Teilnehmer zur ersten internationalen Konferenz über Kinder von Holocaust-Überlebenden am Hebrew Union College in New York, mit Helen Epstein als Hauptreferentin. 1986 gründete Fogelman gemeinsam mit Rabbiner Harold M. Schulweis eine Jüdische Stiftung zur Unterstützung christlicher Retter, die der Anti-Defamation League angeschlossen ist. Mit Judith Kestenberg und deren Gatten Milton Kestenberg organisierte sie ab 1984 monatliche Zusammenkünfte für Kinder von Holocaust-Überlebenden in New York, die später auf weitere Städte ausgedehnt wurden. Fogelmann betreibt gegenwärtig eine psychoanalytische Praxis in Midtown Manhattan. Sie ist Beraterin am United States Holocaust Memorial Museum und Vizepräsidentin von American Gathering, einer 1981 gegründeten Organisation jüdischer Holocaust-Überlebender und ihrer Nachkommen.
Ihr 1994 publiziertes Buch Conscience and Courage: Rescuers of Jews during the Holocaust, das von Amnesty International und der Unitarian Universalist Association ausgezeichnet wurde, wurde ins Deutsche und Tschechische übersetzt. Sie ist in Fernsehsendungen wie Larry King Live und All Things Considered aufgetreten, ihre Beiträge erschienen unter anderem in Psychology Today, Lilith, The Forward, The Boston Globe, Jewish Telegraphic Agency und Tikkun.

## Publikationen (Auswahl)
- Wir waren keine Helden. Lebensretter im Angesicht des Holocaust; Motive, Geschichten, Hintergründe. dtv, 1998, ISBN 978-3-423-30641-6.